# 伊方古墳
伊方古墳（いかたこふん）は、福岡県田川郡福智町にある古墳である。

## 概要
伊方古墳は、全長11.6メートルの横穴式石室を有した古墳である。羨道から石室に至るまでの構造について、2003年（平成15年）まで3室構造だと報告されていたが、同年の調査によると厳密には複室構造であると判断された。
伊方台地の先端近くにある。田川地方に残っている古墳としては最大規模のものであり、副葬品として、金銅装（金メッキ）の馬具や須恵器などが発見されている。その出土品の内容から、当時の権力者の墓であると考えられている。

## 発掘の経緯
6世紀の終わりごろに造られた、福岡県内でも有数の規模を持つ巨大円墳である。1977年（昭和52年）4月9日、古墳の破壊進行を防ぐことを目的に、福岡県から県の指定史跡に指定された。1997年（平成9年）に発掘調査を行い、墳丘測量、周溝の範囲確認、石室の実測作業を実施した。

## 規模
2007年に福地町教育委員会が発行した報告書によると、古墳の大きさは以下のようになる。
- 古墳総長：約36メートル
- 墳丘
  - 直径：約32メートル
  - 高さ：約3メートル
- 石室：約11.6メートル
- 周溝：幅約2メートル

2003年（平成15年）度、遺構面保護のため底面を30センチ盛土しており、墳丘の高さは約2.7メートルとなる。また、石室は福岡県田川地区において最大級の横穴石室である。

## 出土品
出土品として、馬具や須恵器、土師器などの土器がある。

## ギャラリー

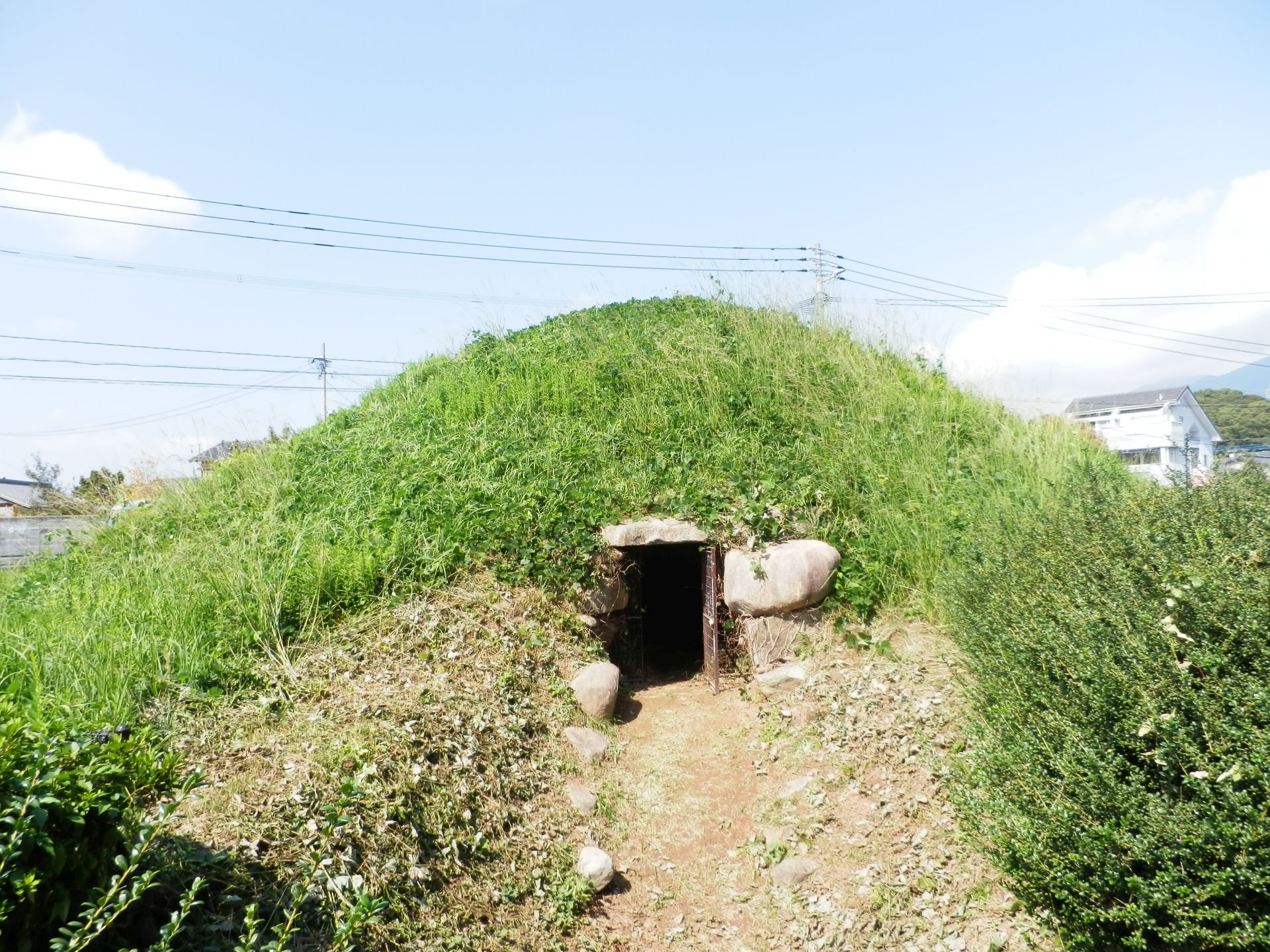
石室入口付近の外観
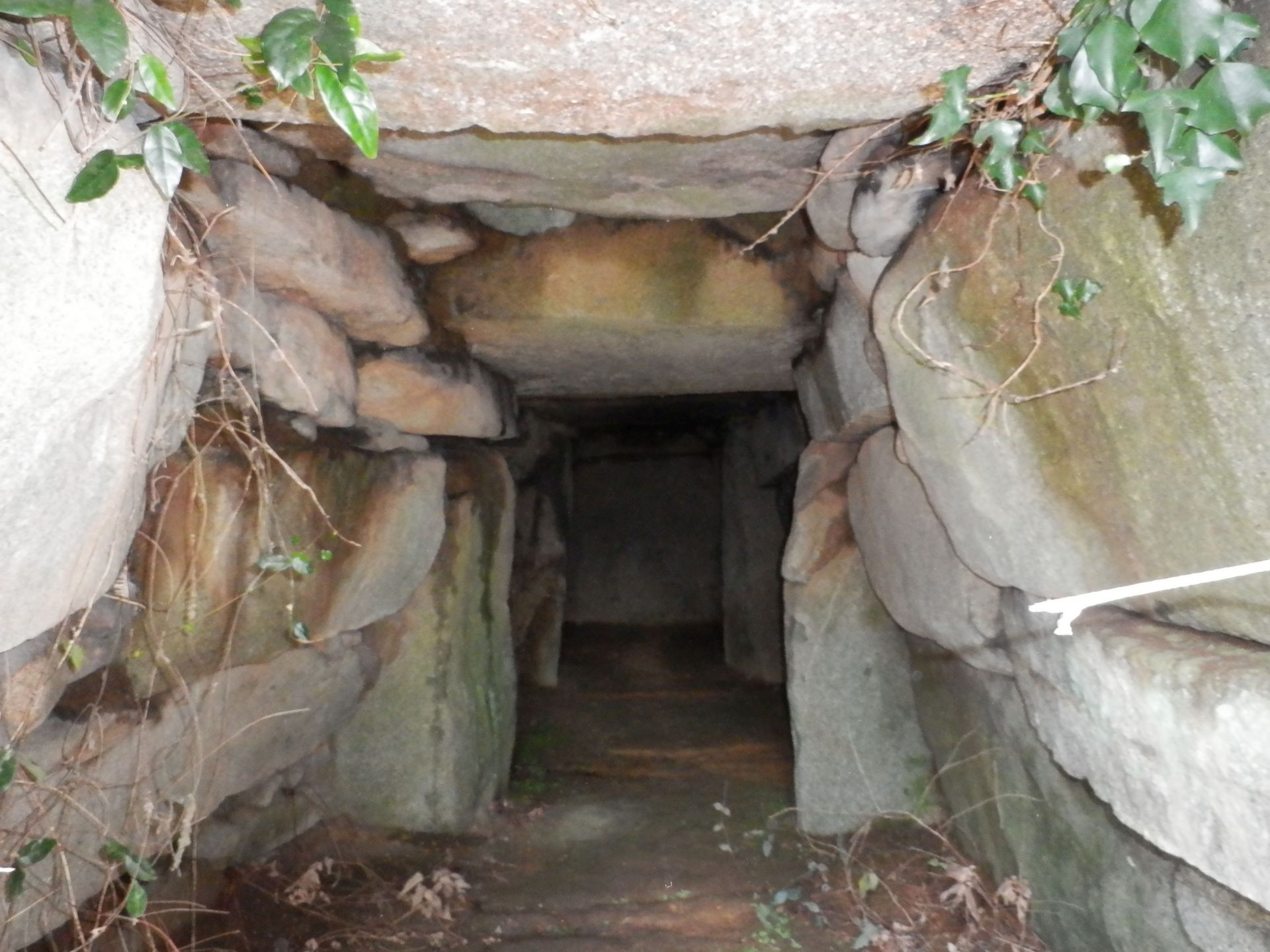
石室内部、入口付近の様子
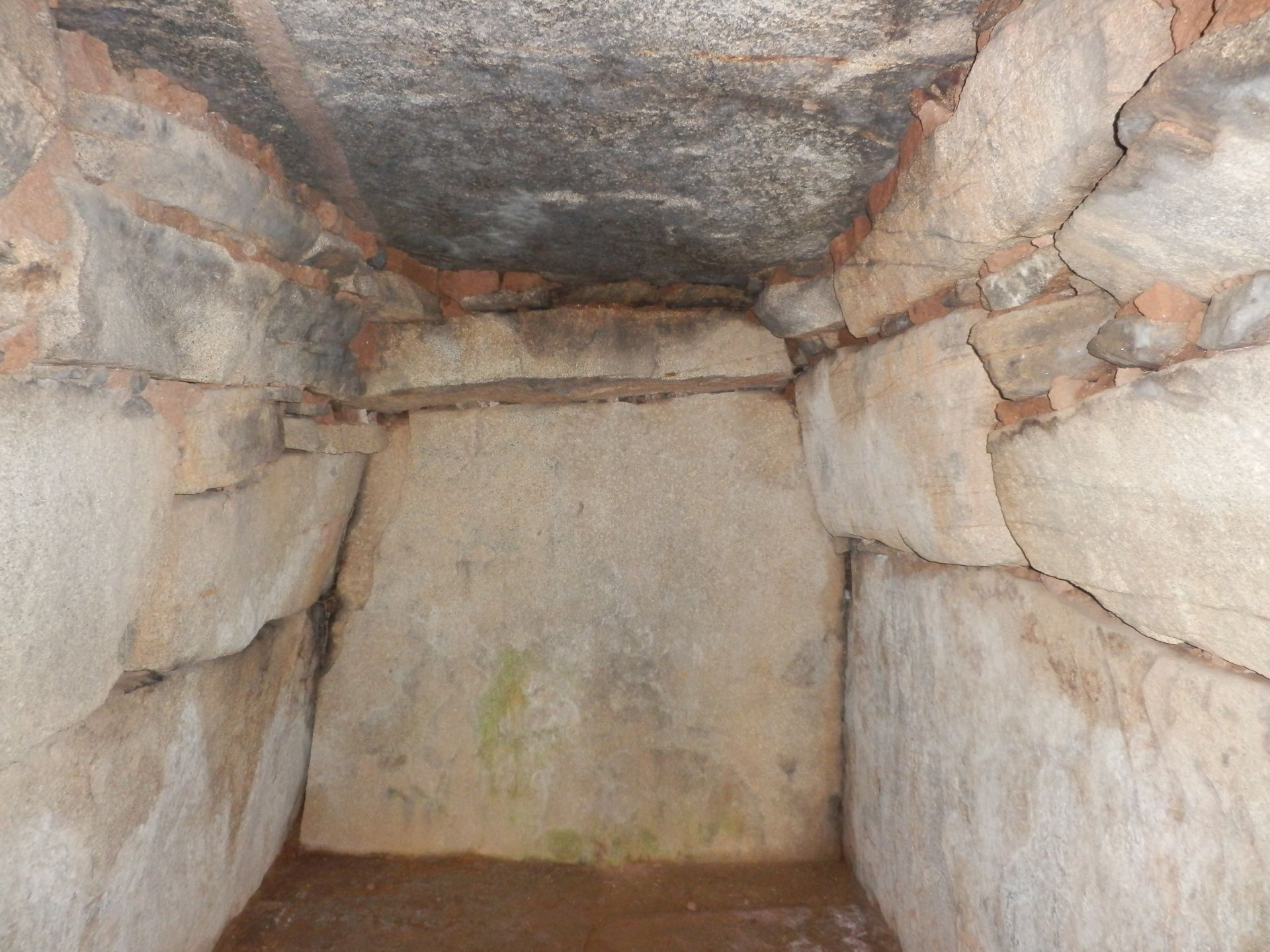
石室最奥部

## 現地情報
- 所在地：福岡県田川郡福智町伊方3946 ※福智町立伊方小学校の北側に存在
- アクセス：平成筑豊鉄道金田駅から車で5分[9]
- 営業時間：内部は保存のため年に2回のみ公開（4月と10月）[9]。外部は常時見学可能。
- 駐車場：あり（無料）